# Barbadian Superstardom
Barbadian Superstardom – drugie DVD amerykańskiej wokalistki R&B Rihanny. DVD zostało wydane 18 sierpnia 2009 roku. Producentem płyty jest sama Robyn.

## Informacje
DVD przedstawia sceny z życia Rihanny. Można zobaczyć także fanów wypowiadających się przed koncertem. Ukazane są początki z życia gwiazdy, oraz to jak Robyn dostała się do show biznesu, zaczynając karierę singlem "Pon De Replay".